# 19251 Totziens
19251 Totziens eller 1994 RY1 är en asteroid i huvudbältet som upptäcktes den 3 september 1994 av den schweiziska astronomen Paul Wild vid Observatorium Zimmerwald. Den har fått sitt namn efter det nederländska uttrycket Tot ziens som betyder Adjö.
Asteroiden har en diameter på ungefär 5 kilometer.